# 阿默斯特 (緬因州)
阿默斯特（英語：Amherst）是一個位於美國緬因州漢考克縣的市鎮。

## 人口
根據2020年美國人口普查的數據，阿默斯特的面積為102.64平方千米，當中陸地面積為101.84平方千米，而水域面積為0.80平方千米。當地共有人口248人，而人口密度為每平方千米2人。